# Lente
De lente of het voorjaar is een van de vier seizoenen. De lente volgt op de winter en wordt gevolgd door de zomer. Tijdens de lente worden in de noordelijker streken van het noordelijk halfrond de bomen veel groener en gaan veel planten bloeien; geleidelijk wordt het warmer en wordt de kans op vorst kleiner.
De astronomische lente begint op het noordelijk halfrond (meestal) op 20 maart en eindigt (meestal) op 21 juni. Op het zuidelijk halfrond begint de astronomische lente meestal op 22 september. De meteorologische lente begint al op 1 maart.

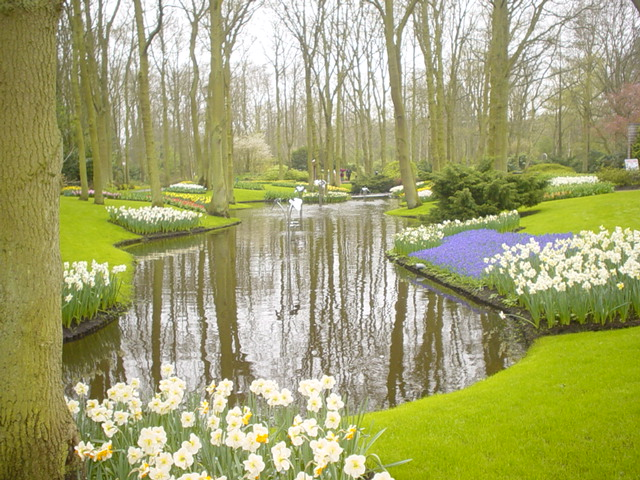
Lente in de Keukenhof

## Naam
Het woord "lente" is een oude afleiding van lang en heeft betrekking op het lengen van de dagen ("lengte"). Het is verwant aan het Duitse Lenz en het Engelse lent, de veertig dagen durende vastentijd voor Pasen.

## Astronomische lente

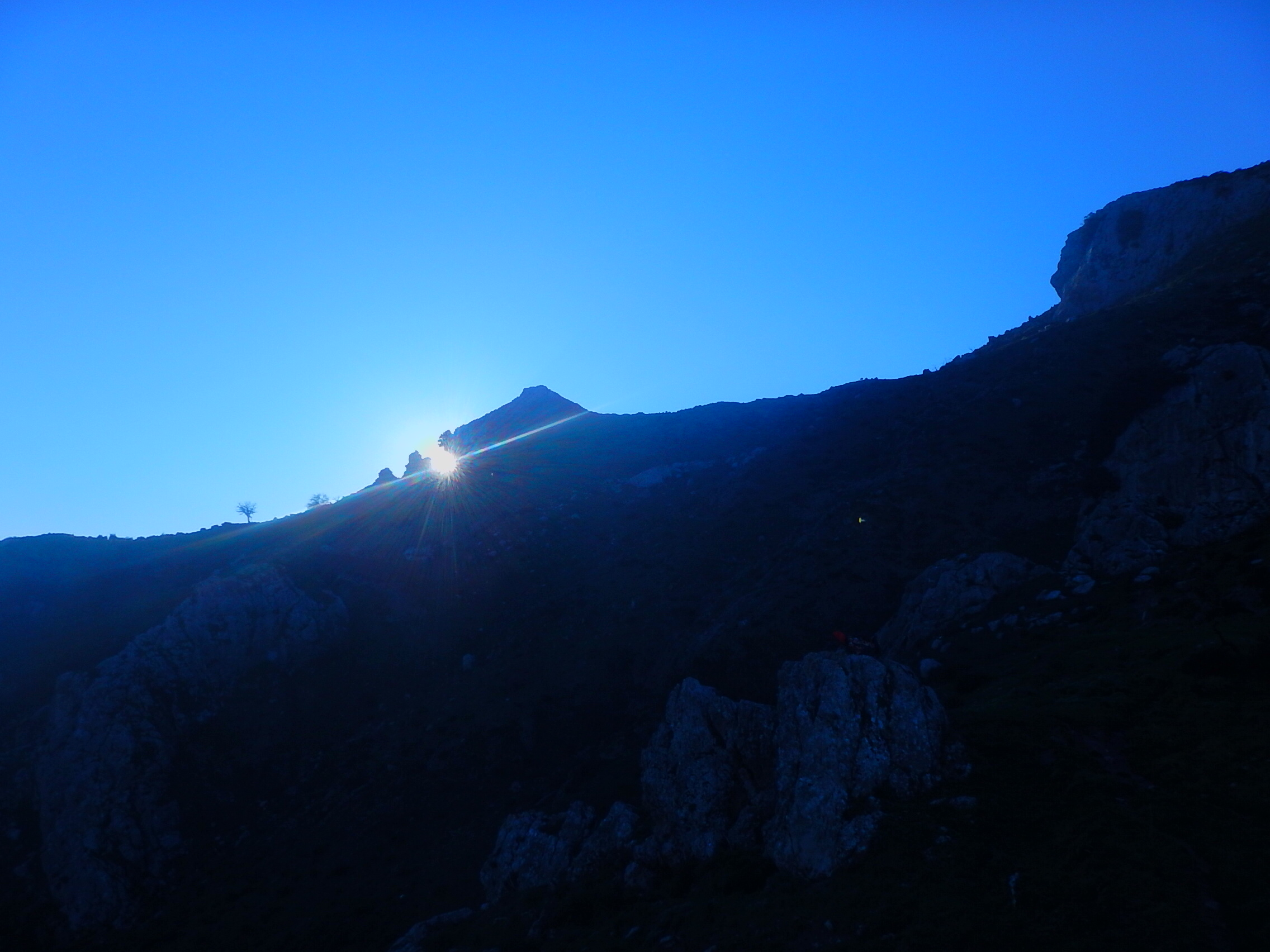
Lente-equinox gezien vanaf de prehistorische site van Pizzo Vento bij Fondachelli Fantina, Sicilië

### Bepaling
Het begin en einde van de lente (19-21 maart - 20-22 juni) is bepaald op basis van een afspraak. Astronomisch gezien begint de lente als de dag en de nacht even lang zijn. Deze lentenachtevening treedt op rond 20 maart op het noordelijk halfrond en rond 23 september op het zuidelijk halfrond. De zon gaat dan door het lentepunt en de dag en de nacht zijn ongeveer even lang. Tijdens de lente worden de dagen steeds langer. De lente eindigt met de zomerzonnewende (rond 21 juni op het noordelijk halfrond en 21 december op het zuidelijk halfrond). Dat is het moment dat de zon de grootste noordelijke declinatie bereikt.

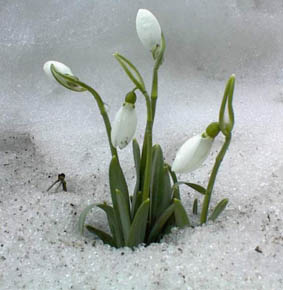
Sneeuwklokjes in de sneeuw, maart 2004

### Begin van de lente
Aanvangstijdstippen van de astronomische lente op het noordelijk halfrond tussen 2001 en 2030:
| 2001 | 20 maart | 14:31 |      | 2007     | 21 maart | 01:07 |          | 2013  | 20 maart | 12:02    |       | 2019 | 20 maart | 22:58 |  | 2025 | 20 maart | 10:02 |
| 2002 | 20 maart | 20:16 | 2008 | 20 maart | 06:49    | 2014  | 20 maart | 17:57 | 2020     | 20 maart | 04:49 | 2026 | 20 maart | 15:46 |  |      |          |       |
| 2003 | 21 maart | 02:00 | 2009 | 20 maart | 12:44    | 2015  | 20 maart | 23:45 | 2021     | 20 maart | 10:37 | 2027 | 20 maart | 21:25 |  |      |          |       |
| 2004 | 20 maart | 07:49 | 2010 | 20 maart | 18:32    | 2016  | 20 maart | 05:30 | 2022     | 20 maart | 16:33 | 2028 | 20 maart | 03:17 |  |      |          |       |
| 2005 | 20 maart | 13:34 | 2011 | 21 maart | 00:21    | 2017  | 20 maart | 11:28 | 2023     | 20 maart | 22:24 | 2029 | 20 maart | 09:01 |  |      |          |       |
| 2006 | 20 maart | 19:25 | 2012 | 20 maart | 06:15    | 2018  | 20 maart | 17:15 | 2024     | 20 maart | 04:06 | 2030 | 20 maart | 14:51 |  |      |          |       |

De aangegeven tijd is de Midden-Europese tijd. Op het zuidelijk halfrond begint op deze data de herfst, zie daar voor het begin van de lente op het zuidelijk halfrond.

## Meteorologische lente

### Bepaling
Een van de eerste internationale weerorganisaties onder leiding van de Duitse keurvorst Karl Theodor, de Societas Meteorologica Palatina, besloot in 1780 om steeds drie opeenvolgende kalendermaanden als één seizoen te beschouwen. Seizoenen konden zo beter met elkaar vergeleken worden. Sindsdien duurt de meteorologische lente op het noordelijk halfrond van 1 maart tot en met 31 mei. Op het zuidelijk halfrond begint de meteorologische lente volgens de klimatologische indeling op 1 september en eindigt op 30 november.

### Weerextremen

#### Nederland
De koudste lente die door het KNMI in Nederland is geregistreerd sinds 1706 was die van het jaar 1962. De gemiddelde temperatuur bedroeg toen 6,7 graden. Het warmste voorjaar was dat van 2007, met een gemiddelde temperatuur van 11,7 graden. Normaal is de gemiddelde temperatuur in het voorjaar 9,5 graden (dit alles gemeten in De Bilt).
Ook de hoeveelheid regen kan in de lente veel variëren. In 1983 viel de meeste regen van die eeuw, namelijk 289 mm. In 1996 viel slechts 61 mm. Daarnaast kan de hoeveelheid zon in de lente ook sterk variëren. De somberste lente dateert uit 1983 met 310 uren zon, de zonnigste lente heeft 2011 op zijn naam staan met 686 zonuren.

#### Weerextremen meteorologische lente in België
|         | warmste     | droogste    | minste regendagen | zonnigste     | koudste    | natste       | meeste regendagen | somberste     |
| ------- | ----------- | ----------- | ----------------- | ------------- | ---------- | ------------ | ----------------- | ------------- |
| eerste  | 12,3 (2007) | 37,6 (1893) | 23 (1880)         | 707:16 (2011) | 4,9 (1837) | 299,7 (1965) | 75 (1979)         | 276:53 (1983) |
| tweede  | 12,2 (2011) | 69,0 (1976) | 24 (1893)         | 651:46 (1893) | 5,4 (1845) | 283,0 (1851) | 74 (1983)         | 329:53 (1891) |
| derde   | 11,2 (1993) | 70,7 (2011) | 27 (2011)         | 644:12 (1990) | 6,0 (1887) | 276,6 (1988) | 72 (1977)         | 338:41 (1889) |
| vierde  | 11,2 (2009) | 74,6 (1875) | 28 (1875)         | 628:02 (1921) | 6,3 (1888) | 276,6 (2001) | 69 (1981)         | 346:52 (1970) |
| vijfde  | 11,1 (2003) | 87,6 (1880) | 32 (1990)         | 621:04 (1953) | 6,4 (1855) | 271,5 (1878) | 68 (1851)         | 359:50 (1985) |
| normaal | 10,1        | 187,8       | 49                | 463:58        | 10,1       | 187,8        | 49                | 463:58        |
| [ 5 ]   |             |             |                   |               |            |              |                   |               |

## Feesten en rituelen tijdens de lente
De lente wordt veelal geassocieerd met vruchtbaarheid en voedselproductie. In Europa worden in de lente de eenjarige voedselgewassen gezaaid. Door de effecten van de lente op de natuur wordt de lente vanouds gevierd met vruchtbaarheidssymbolen. Restanten hiervan zijn te zien in symbolen als de meiboom, de paashaas en zijn eieren, en de stok met het haantje bovenaan tijdens Palmpasen.
De componist Igor Stravinsky gaf deze gebruiken in het vermeende prehistorische Rusland vorm in het balletstuk Le Sacre du printemps, dat gaat over een mensenoffer tijdens de lente. De Fabergé-eieren zijn beroemd. Ze zijn gemaakt voor de Russische tsaren, de moderne varianten worden in een fabriek gemaakt. De călușari en morris dance zijn afgeleid van voorchristelijke vruchtbaarheidsrituelen.
In de Griekse mythologie hoort de Horae Eunomia (die ook wel Thallo genoemd wordt) bij de lente, de jeugd en de bloemen. Zij is een dochter van Zeus en Themis. Aphrodite Pandemos is de lentegodin. In Brauron werden lentefeesten gevierd, men danste de "berendans", waarbij kinderpriesteresjes gehuld in saffraangele gewaden dansten ter ere van een berin, die volgens de mythe door Orestes en Iphigenia zou zijn gedood. Degene die aan de lentefeesten van de mysteriecultus van Eleusis hadden deelgenomen, konden hun verdere wijding ontvangen bij gelegenheid van de grote mysteriën in de maand Boëdromion (omstreeks het begin van oktober).

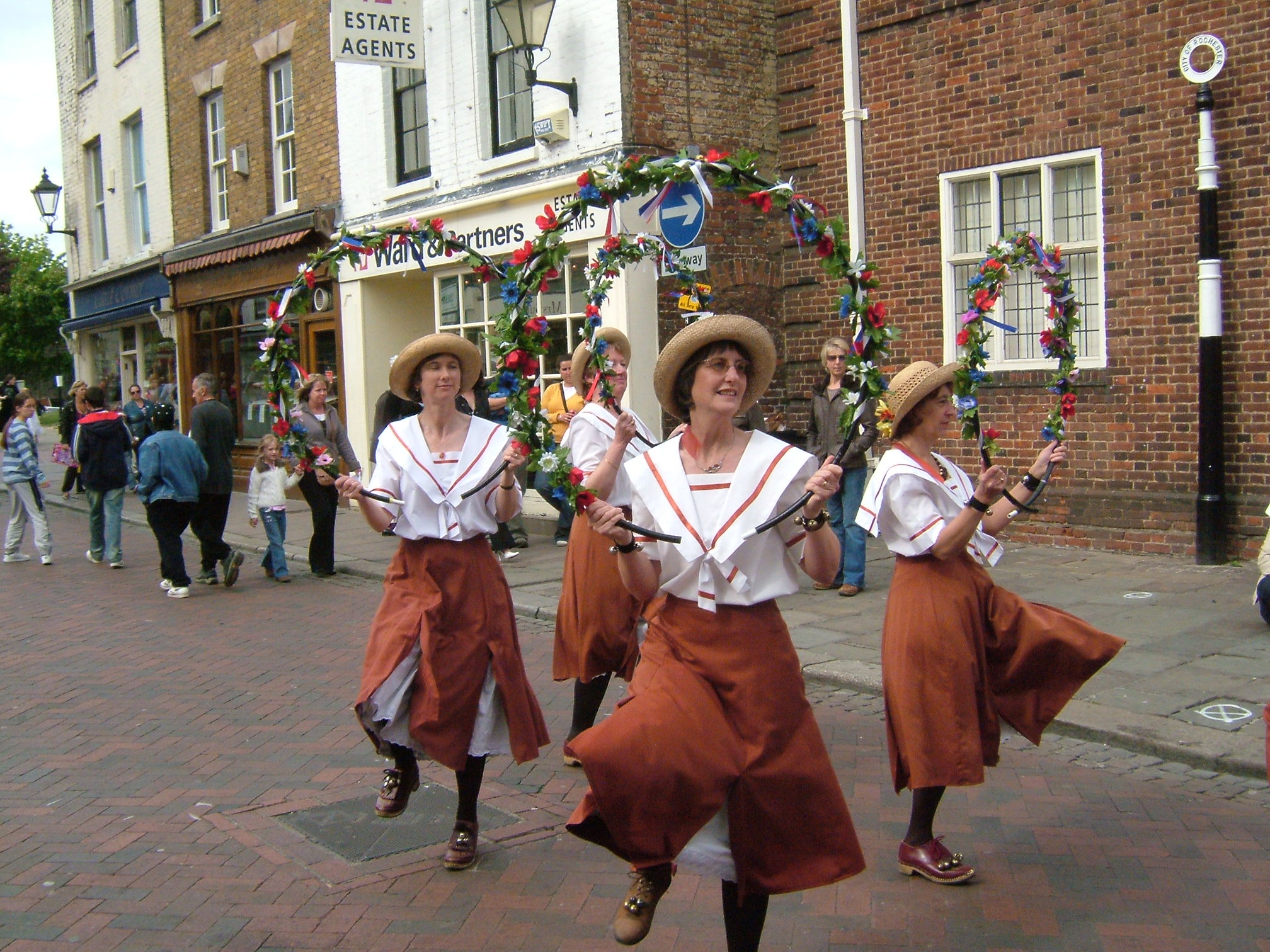
Morris dance tijdens Mayday in Kent
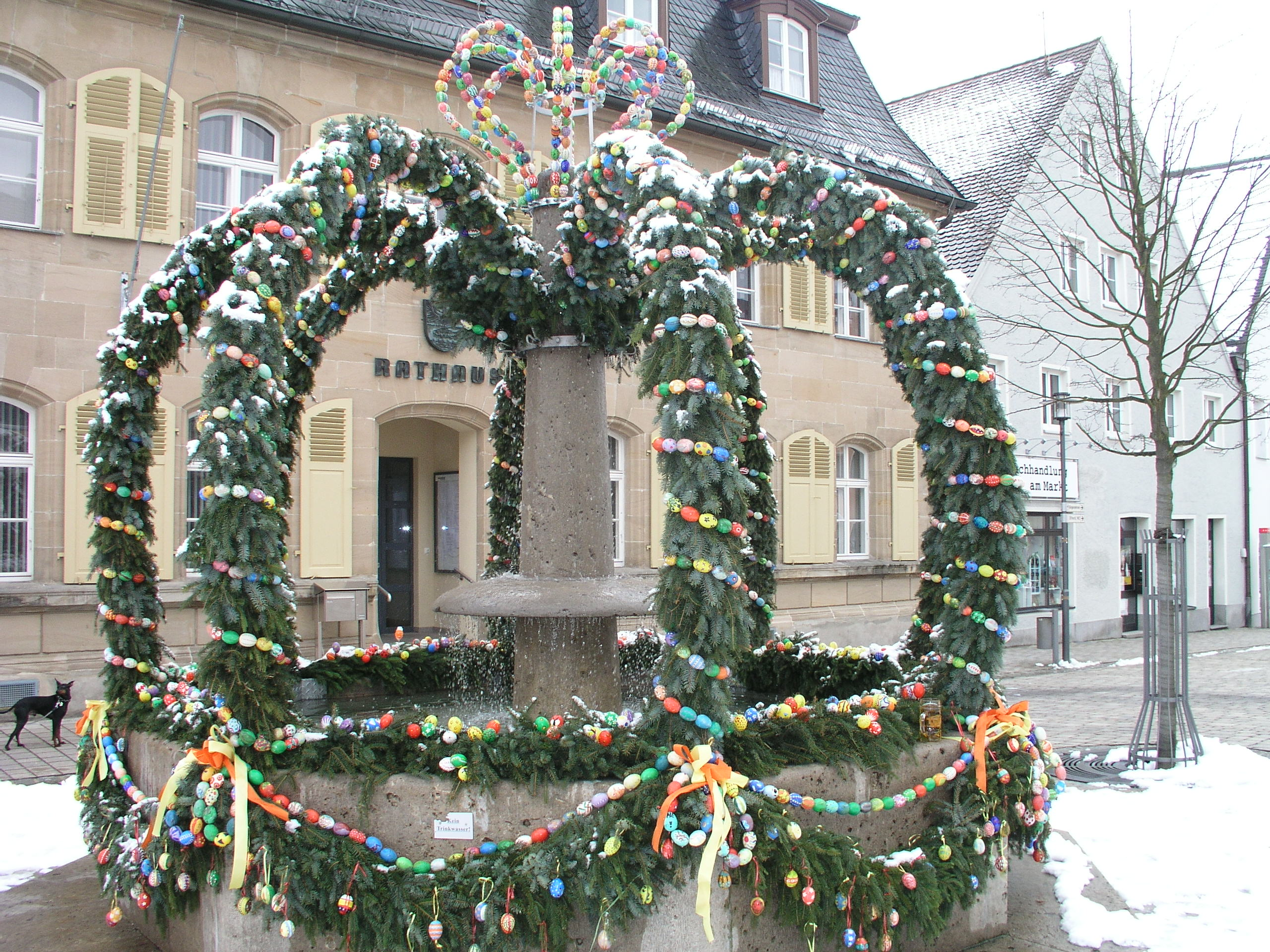
Met gekleurde paaseieren versierde bron in Duitsland
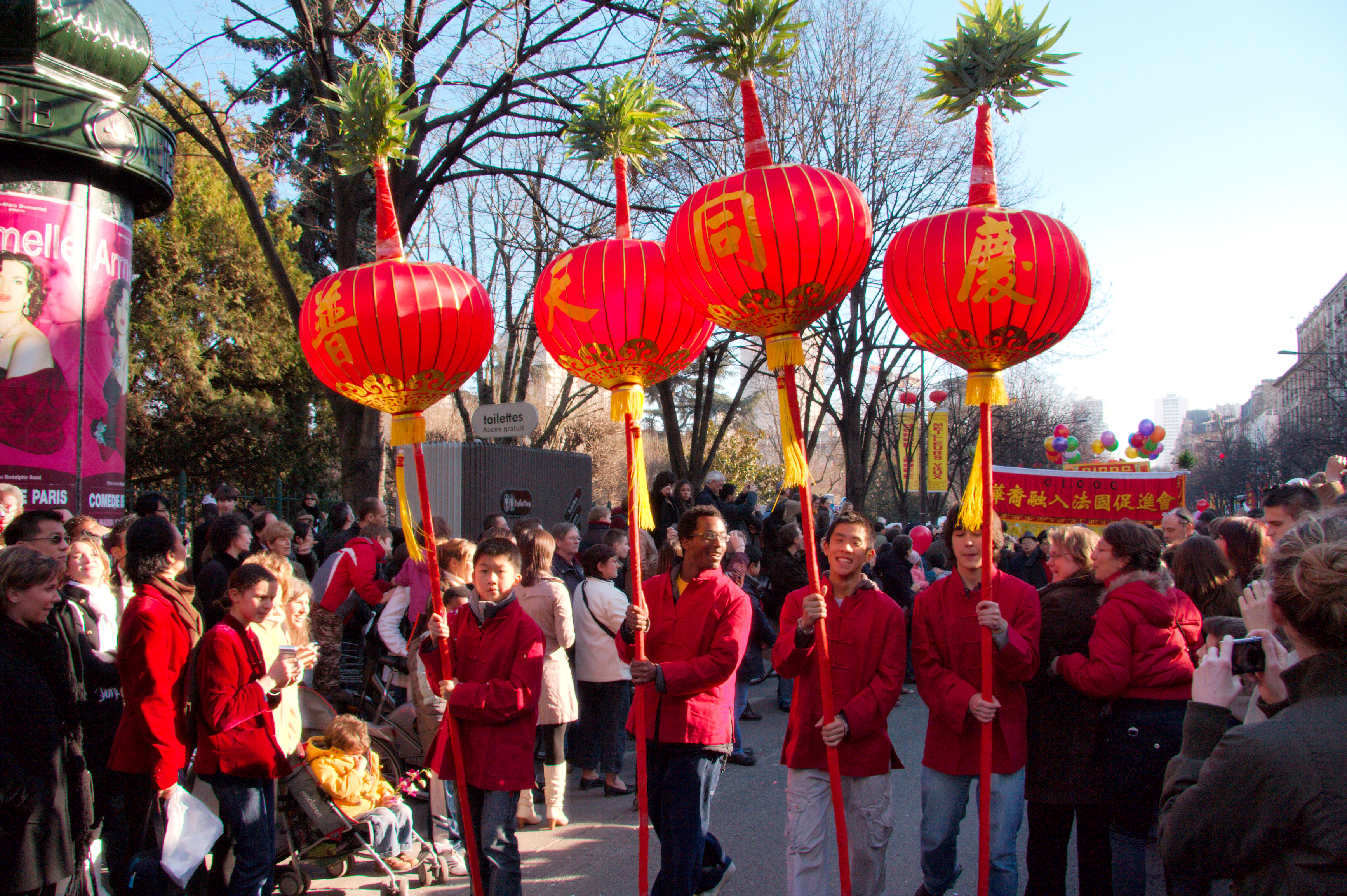
Chinees nieuwjaar, Parijs, 2008 (4705)

Ostara of Eostre is volgens Jacob Grimm de lentegodin van de Germanen, het Engelse easter is afgeleid van Eostre. Het aanbreken van de lente betekende het einde van de Wilde Jacht. Ostara staat voor het oosten, denk ook aan het Duitse Ostern. Ook in Caminel worden elk jaar lentefeesten gevierd en in Schagen is de Paasveetentoonstelling (ook wel Paasvee) bekend en berucht.
Van 4 april tot 10 april vierden de Romeinen de Megalensia ter ere van de vruchtbaarheidsgodin Cybele. Van 12 april tot 19 april vierde men de Cerealia voor de godin Ceres. Op 15 april werd Fordicidia gevierd voor Maia. Ook vierde men van 28 april tot en met 3 mei de Floralia voor de moedergodin Bona Dea (later Maia). Op 14 mei wierpen de Vestaalse maagden 27 biezenpoppen in de Tiber.
Op 27 april wordt in Nederland Koningsdag gevierd met o.a. vrijmarkten en optochten die in sommige plaatsen op de avond van 26 april gehouden worden.
Beltane, Meierblis en Walpurgisnacht worden gevierd op 30 april.

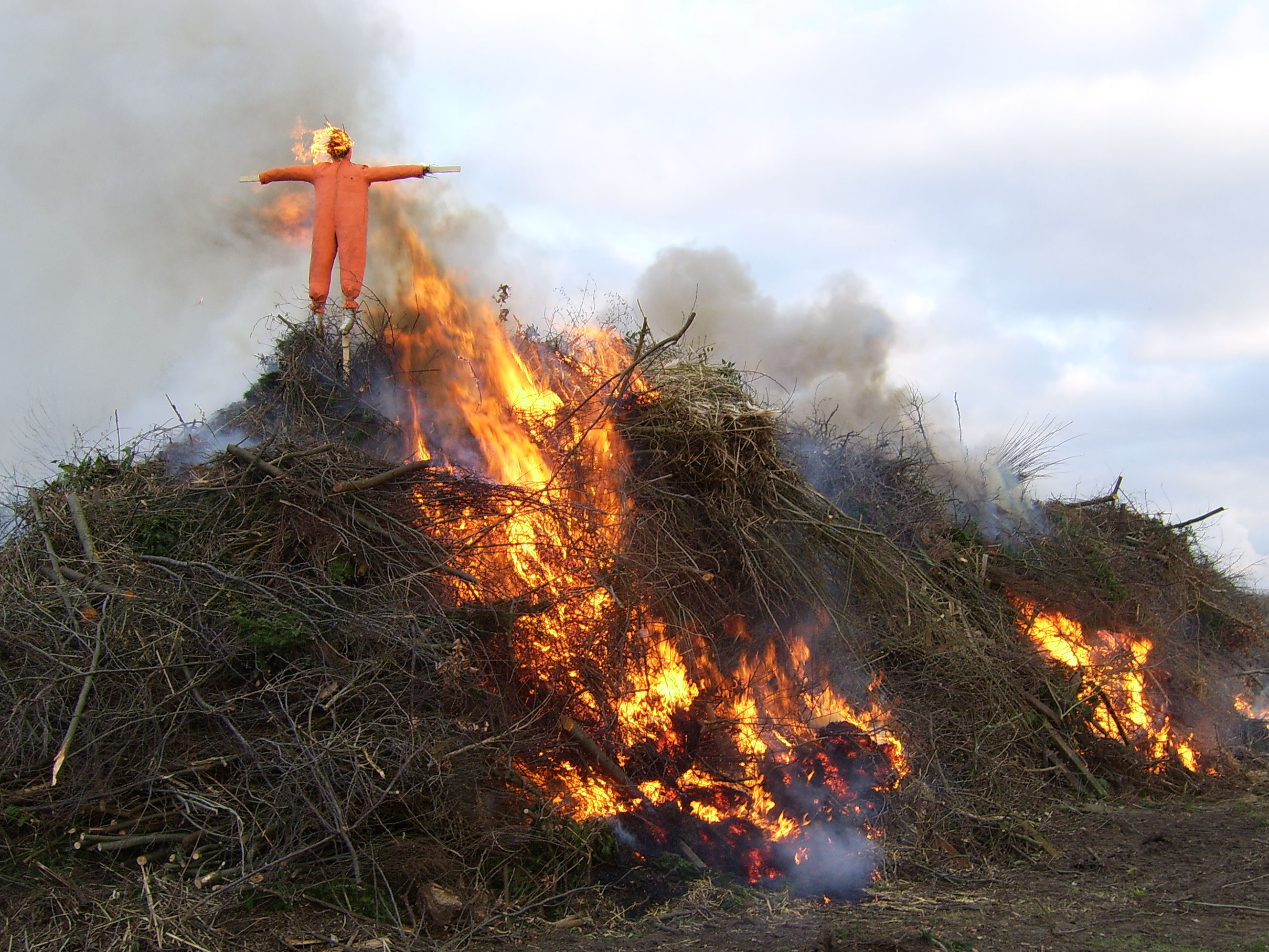
Bij het Osterfeuer (paasvuur) in Seestermühe wordt een stropop verbrand
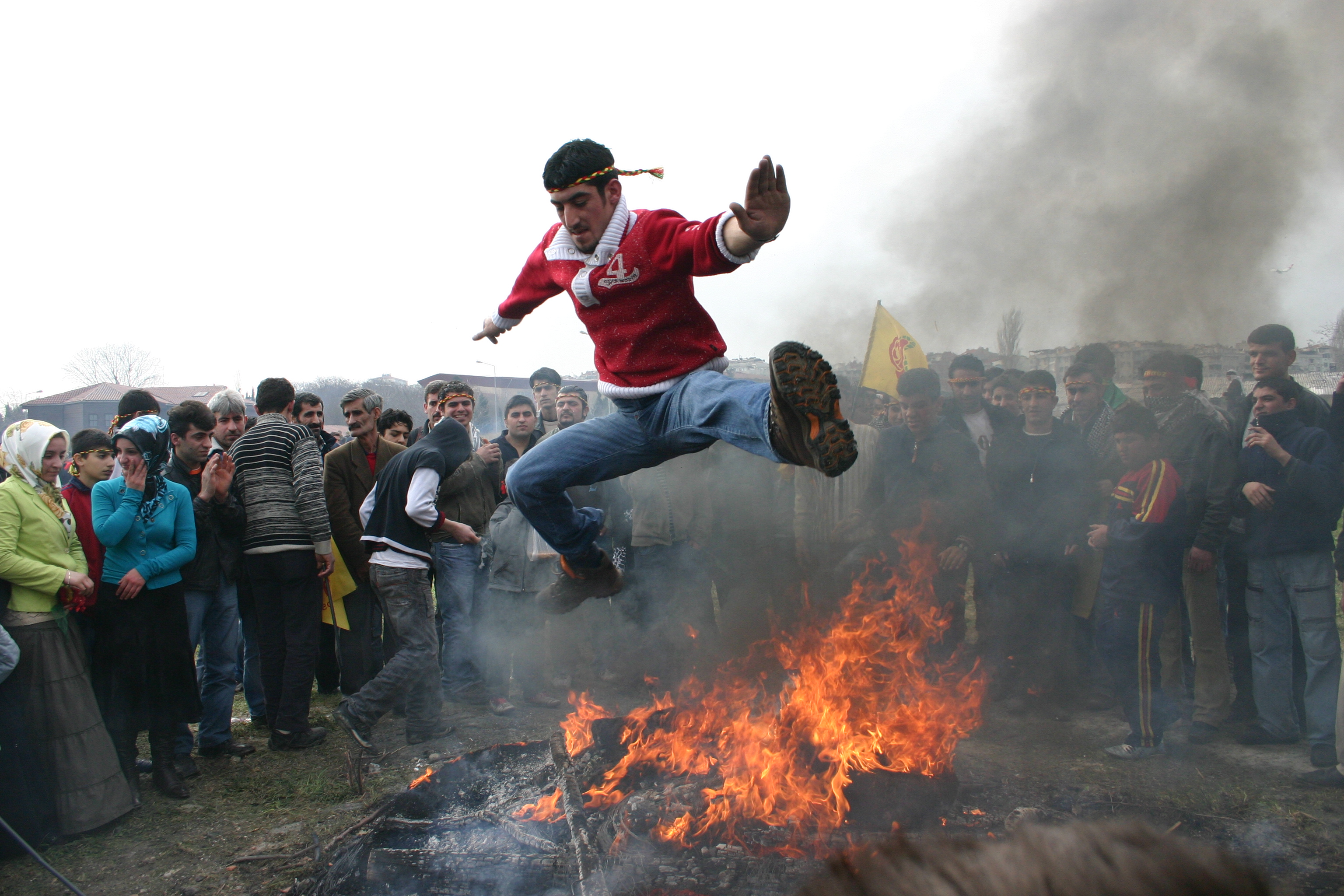
De viering van Noroez in Istanboel
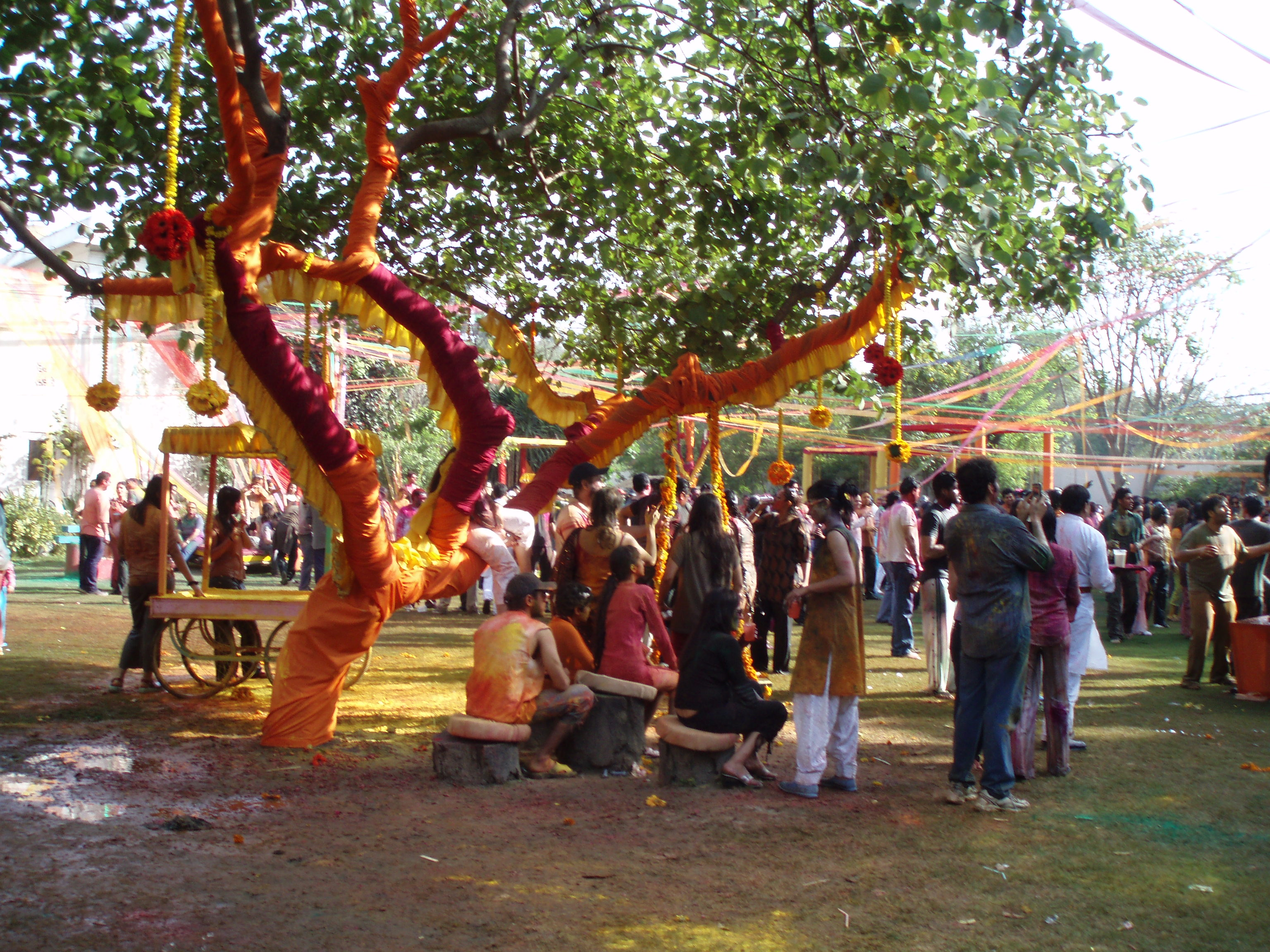
Versierde boom tijdens Holi-Phagwa

Op 1 mei is er het Engelse May Day en de Dag van de Arbeid. In de middeleeuwen ontstond in Italië het gebruik om de maand mei toe te wijden aan de Heilige Moedermaagd Maria, "de Moeder Gods".
De rooms-katholieke traditie kent tijdens de lente de vastenperiode, die begint op Aswoensdag en eindigt met Pasen. De Vasten wordt voorafgegaan door de Vastenavond. Naast Pasen kent de christelijke traditie ook de Goede Week; drie dagen voor het paasweekend, Witte Donderdag, Goede Vrijdag en Stille Zaterdag. Het christelijke Pasen is geïnspireerd op het joodse Pesach en het vroegere lentefeest, hoewel met een nieuwe symboliek rond de kruisiging en wederopstanding van Jezus. Pesach is het joods lentefeest, vrijheidsfeest of matzefeest.
De Oosters-Orthodoxe Kerk verbindt het woord Pascha met het Griekse Pascho (dat "lijden" betekent). Daarmee gaf men een christelijke betekenis aan Pasen. 'Pascha' is echter de Hebreeuwse naam voor het christelijke paasfeest. De seculiere versie van Pasen wordt gekenmerkt door symbolen van nieuw leven, zoals (gekleurde/geverfde) eieren. Ook de paashaas hoort bij dit feest.
Binnen het hindoeïsme wordt omstreeks Pasen de Holi-Phagwa gevierd. Op Bali wordt Nyepi gevierd, de dag ervoor wordt veel lawaai gemaakt tijdens Ogoh-Ogoh. Ook het Chinees nieuwjaar is een lentefeest, dit wordt gevierd met de draken- en leeuwendansen.

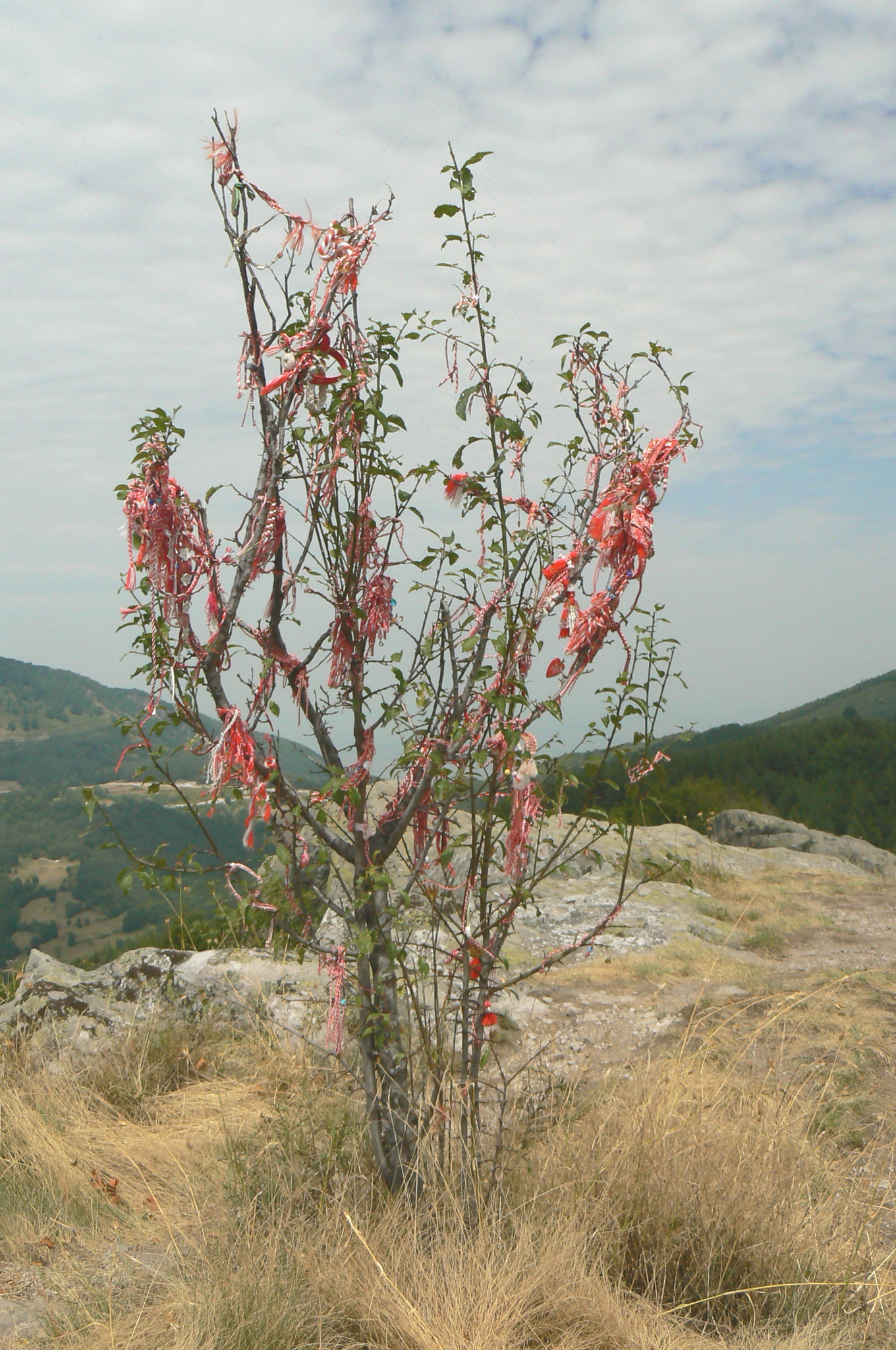
Versierde Baba Marta boom, Bulgarije
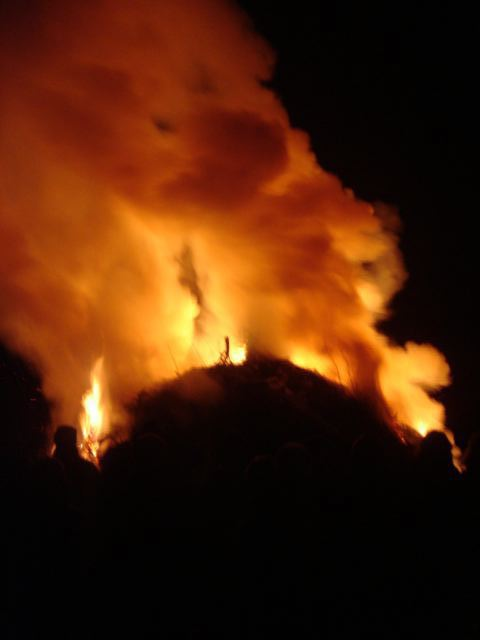
Meierblis op Texel
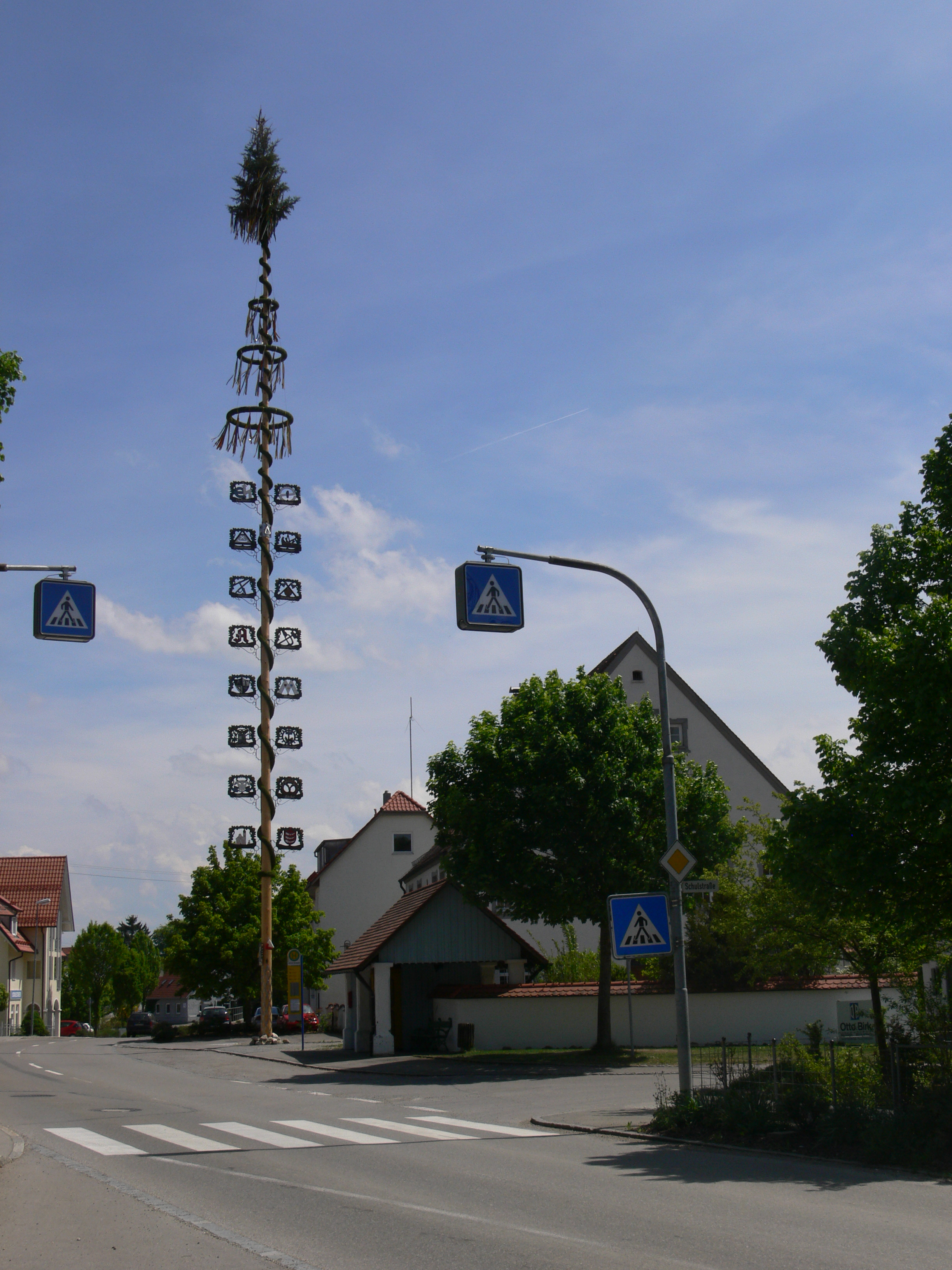
Een meiboom in Duitsland
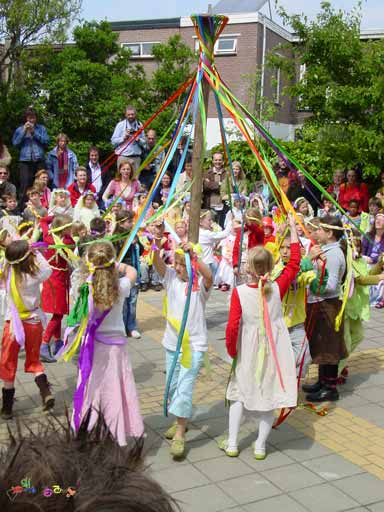
Pinksterkroon op lentefeest

Noroez is het begin van het nieuwe jaar in Iran en Afghanistan en wordt gevierd rond 21 maart, het dateert van voor de komst van de islam. Het is een feest waarvoor de huizen grondig worden schoongemaakt en versierd met bloemen, eieren, slingers en allerlei mooie voorwerpen. Als Hadji Firoez vermomde, zwart geschminkte troubadours met felgekleurde satijnen kleren lopen zingend en dansend door de straten.
Pinksterblom is ook een lentefeest. In China wordt het Qingmingfestival gevierd. Andere feesten in verband met de lente zijn Krakelingen en Tonnekensbrand, Krombroodrapen en Maske Begrave.
Ook het joodse Pesach, het feest ter herinnering aan de exodus, dient altijd in de lente te vallen. Hiertoe kent de joodse kalender een schrikkelmaand die indien nodig ingelast wordt.

## Effecten van de lente

### Op mensen
De dagen in de lente worden ten opzichte van de voorgaande winter langer, en het zonlicht wordt sterker. Dat heeft effect op mensen, omdat de hoeveelheid serotonine en dopamine hoger wordt. Dit zorgt voor een algemeen welbevinden en enige euforie, met name bij natuurvolkeren die veel buiten zijn. Dat het verlangen naar een partner of seks groter wordt is echter niet bewezen, en is mogelijk alleen te danken aan andere, minder verhullende kleding van de mogelijke partners.
Naast deze positieve effecten treedt ook voorjaarsmoeheid op, dat volgens een onbewezen theorie te wijten zou zijn aan een nog hoge concentratie melatonine.
Traditioneel wordt in Nederland de voorjaarsschoonmaak, of grote schoonmaak gehouden, waarbij het hele huis wordt schoongemaakt.

### Op planten en dieren
Alle planten, dus ook de landbouwgewassen, beginnen in de lente te groeien na de winterslaap. Ook dieren komen uit hun schuilplaatsen en beginnen met nestelen. Trekvogels migreren noordwaarts als reactie op de hogere temperaturen. Bij zoogdieren, zoals bijvoorbeeld schapen, worden de jongen vroeg in de lente geboren, zodat ze tegen het eind van de zomer met voldoende reserve de moeilijke winter ingaan.
Door de toename van het licht, maken planten en bomen nieuwe scheuten en bladeren. Deze ontwikkelen zich uit voedselreserves die zijn opgeslagen tijdens het voorgaande groeiseizoen. In bossen ontwikkelen zich de planten op de bodem het snelst. Deze maken gebruik van de korte periode dat de bodem van het bos nog veel zonlicht ontvangt doordat de bomen nog geen of weinig bladeren hebben.
Vooral bolgewassen ontwikkelen zich snel tijdens de lente. Vanuit de bol kan de plant zeer snel groeien en bloeien. Snel wordt het zaad ontwikkeld, waarna de bladeren bovengronds weer afsterven en de bol in rust blijft tot de volgende lente. Voorbeelden hiervan zijn anemonen en narcissen. De expositie in de Keukenhof vindt dan ook alleen plaats tijdens de lente.
In de Alpen en andere gebieden met gletsjers beginnen deze te smelten, waardoor de rivieren zwellen.